# Saturnight
Saturnight (sottotitolato Live in Tokyo) è un album discografico live del cantautore britannico Cat Stevens, pubblicato nel 1974 solo in Giappone per un progetto di beneficenza legato all'UNICEF.
Il disco è stato registrato a Tokyo il 22 giugno 1974 durante un concerto tenuto alla Sunplaza Hall di Nakano.

## Tracce
Parte 1
1. Wild World - 3:28
2. Oh Very Young - 2:27
3. Sitting - 3:14
4. Where Do the Children Play? - 3:38
5. Lady D'Arbanville - 4:01
6. Another Saturday Night - 2:37

Parte 2
1. Hard Headed Woman - 3:42
2. Peace Train - 3:27
3. Father and Son - 3:37
4. King of Trees - 3:49
5. A Bad Penny - 3:43
6. Bitterblue - 3:18